# هابيل بيريرا
هابيل بيريرا (15 أبريل 1990 البرتغال - ) هو لاعب كرة قدم برتغالي يلعب كمدافع.

## روابط خارجية
- هابيل بيريرا على موقع قاعدة بيانات كرة القدم.إي يو (الإنجليزية)
- هابيل بيريرا على موقع Soccerway.com (الإنجليزية)